# Carrhotus coronatus
Carrhotus coronatus là một loài nhện trong họ Salticidae.
Loài này thuộc chi Carrhotus. Carrhotus coronatus được Eugène Simon miêu tả năm 1885.